# Чжучэнтираннус
Чжучэнтира́ннус (лат. Zhuchengtyrannus) — род динозавров из семейства тираннозаврид, живших в конце мелового периода около 70 млн лет назад на территории нынешнего Китая. В род включают единственный вид Zhuchengtyrannus magnus.

Сравнительные размеры (реконструкция) чжучэнтираннуса и современного человека

Описание сделано по нижней челюсти и зубам, найденным в 2009 году строителями, которые готовили фундамент под палеонтологический музей. Находка сделана в районе города Чжучэн (округ Вэйфан, провинция Шаньдун, восточный Китай). Динозавр был найден в той области, которая была поймой в меловом периоде и которая содержит одну из самых высоких концентраций костей и прочих ископаемых остатков динозавров в мире.
По мнению специалистов, высота ящера была 4 метра, а длина — около 11 метров. Это был один из крупнейших хищных динозавров в истории, которые на сегодня известны палеонтологам. По размерам он конкурирует со знаменитым тираннозавром, чья длина превышала 12 м, а высота — 4—4.5 м. Однако, новый вид, судя по признакам строения челюстей, немного уступал тираннозавру в размере своих зубов.
Название динозавра Zhuchengtyrannus magnus в переводе на русский язык означает «великий тиран из города Чжучэн».